# Bandera de Ortigosa del Monte
La bandera de Ortigosa del Monte es uno de los símbolos del municipio de Ortigosa del Monte, municipio de la provincia de Segovia, comunidad autónoma de Castilla y León, en España.

## Descripción
La bandera de Ortigosa del Monte fue oficializada en el 10 de octubre de 2000, y su descripción es la siguiente:

«Bandera cuadrada, de proporción 1:1, de color verde y el escudo municipal en el centro, en sus colores.»
Boletín Oficial de Castilla y León nº 248